# Chimwiini
Le chimwiini ou chimiini, aussi appelé bravanais, est une variante du swahili parlée par les Bravanais, la population principale de Brava en Somalie.

## Prononciation
|                             | Labiale | Labiale | Labio- dentale | Labio- dentale | Dentale | Dentale | Alvéolaire | Alvéolaire | Rétroflexe | Alvéolo- palatale | Alvéolo- palatale | Vélaire | Vélaire | Uvulaire | Uvulaire | Glottale | Glottale |
| --------------------------- | ------- | ------- | -------------- | -------------- | ------- | ------- | ---------- | ---------- | ---------- | ----------------- | ----------------- | ------- | ------- | -------- | -------- | -------- | -------- |
| Occlusive                   | p       | b       |                |                | t̪       | d̪       | t          | d          | ɖ          | c                 | ɟ                 | k       | ɡ       |          | (q)      |          | ʔ        |
| Occlusive prénasale         |         | mb      |                |                |         | nd̪      |            | nd         |            |                   | nɟ                |         | nɡ      |          |          |          |          |
| Occlusive prénasale aspirée | mpʰ     |         |                |                | nt̪ʰ     |         | nt         |            |            | nc                |                   | nk      |         |          |          |          |          |
| Fricative                   |         | β       | f              | v              | θ       | ð       | s          | z          |            |                   |                   | x       | ɣ       |          |          |          |          |
| Nasale                      |         | m       |                |                |         | n̪       |            | n          |            |                   | ɲ                 |         |         |          |          |          |          |
| Spirante                    |         | w       |                |                |         |         |            |            |            |                   | j                 |         |         |          |          |          |          |
| Spirante latérale           |         |         |                |                |         | l̪       |            | l          |            |                   |                   |         |         |          |          |          |          |
| Battue                      |         |         |                |                |         |         |            | r          |            |                   |                   |         |         |          |          |          |          |

|         | Antérieure | Antérieure | Centrale | Centrale | Postérieure | Postérieure |
| ------- | ---------- | ---------- | -------- | -------- | ----------- | ----------- |
| Fermée  | i          | iː         |          |          | u           | uː          |
| Moyenne | e          | eː         |          |          | o           | oː          |
| Ouverte |            |            | a        | aː       |             |             |